# 薩萊雪原
薩萊雪原（英語：Sallee Snowfield）是南極洲的雪原，位於伊利沙伯女皇地，處於杜費克山和福里斯特爾山脈之間，屬於彭薩科拉山脈的一部分，美國地質調查局根據測量和美國海軍拍攝的空中照片繪入地圖，現時由南極條約體系管理。